# Franciszek Hanelt

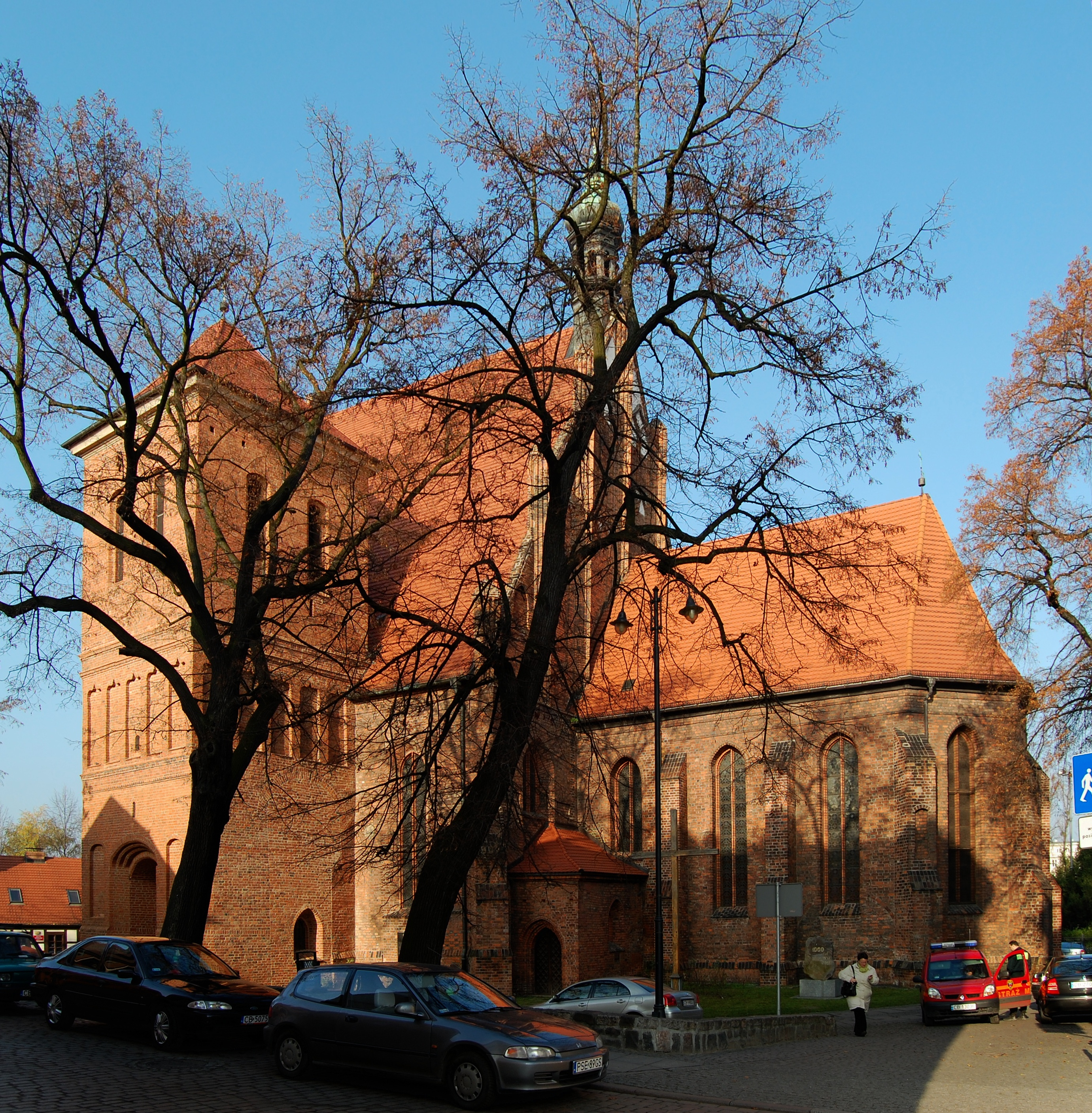
Katedra św. Marcina i Mikołaja w Bydgoszczy, którą odrestaurował po II wojnie światowej ks. Franciszek Hanelt

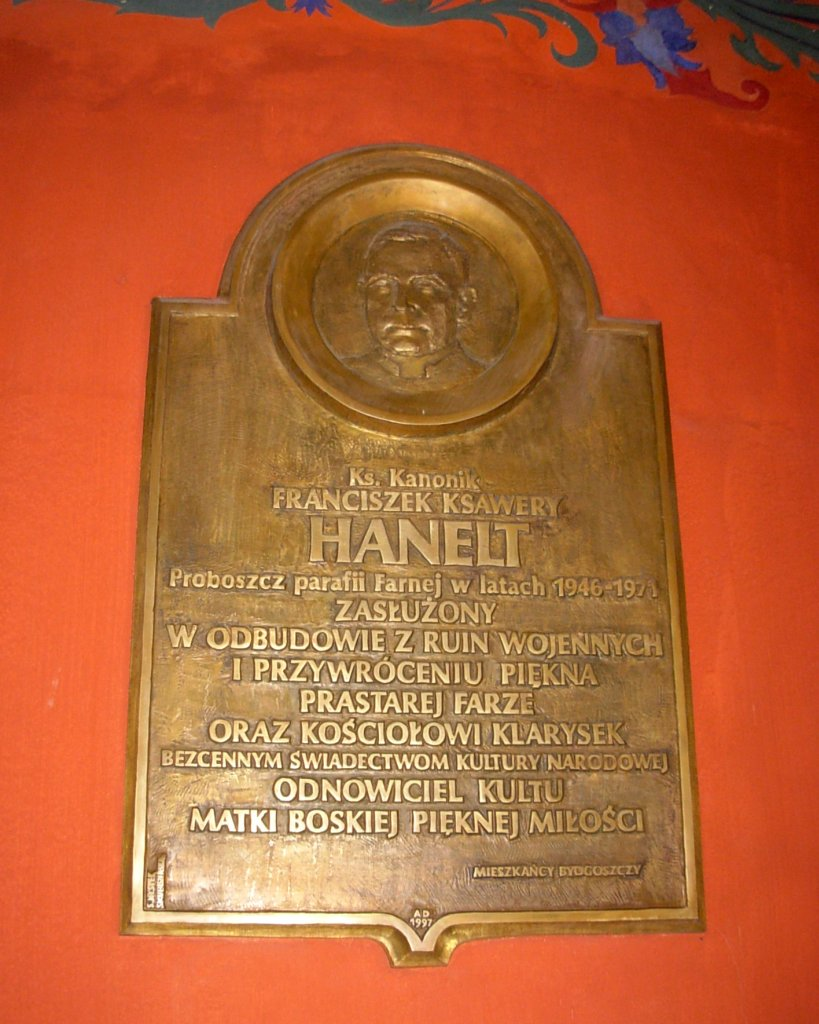
Tablica poświęcona pamięci ks. Franciszka Hanelta w katedrze bydgoskiej.

Franciszek Ksawery Hanelt (ur. 1894 r. w Wałdowie Królewskim, zm. 1971 r. w Bydgoszczy) – ksiądz, proboszcz w parafii farnej w Bydgoszczy (1945-1966), kanonik honorowy.

## Życiorys
Urodził się 2 czerwca 1894 r. w Wałdowie Królewskim, w powiecie chełmińskim (obecnie powiat bydgoski). Był synem Wawrzyńca, zegarmistrza i Cecylii z Okońskich. Uczył się w Collegium Marianum w Pelplinie, a następnie w gimnazjum w Chełmnie. Jako gimnazjalista w latach 1912–1914 działał w Towarzystwie Tomasza Zana. Prześladowany za działalność patriotyczną, przeniósł się do gimnazjum w Brodnicy i tam w 1914 r. założył koło tajnego polskiego skautingu.
W sierpniu 1914 r. został zmobilizowany do armii niemieckiej. W 1916 r. został ciężko ranny na froncie I wojny światowej i w konsekwencji zwolniony z wojska jako inwalida wojenny. W latach 1917–1919 zakładał koła TTZ (tajnego skautingu) w Brodnicy. Egzamin maturalny zdał jako eksternista w gimnazjum w Wejherowie.
W styczniu 1918 r. władze niemieckie zezwoliły mu jako inwalidzie wojennemu na prowadzenie nauczania w zakresie niższych i średnich klas gimnazjalnych. Jako nauczyciel domowy pracował do 1920 r., a następnie wstąpił do Seminarium Duchownego w Pelplinie. Dalsze studia teologiczne odbył w latach 1920–1922 najpierw w Poznaniu, a potem w Gnieźnie, gdzie otrzymał święcenia kapłańskie.

### Działalność w Bydgoszczy
Od stycznia 1923 r. był wikariuszem w kościele Św. Trójcy w Bydgoszczy, a kilka miesięcy później – prefektem w bydgoskim Liceum Handlowym. Od lutego 1925 r. był duszpasterzem głuchoniemych w Bydgoszczy, a w listopadzie 1927 r. wyznaczono go na stanowisko prefekta w Żeńskim Katolickim Gimnazjum Humanistycznym miasta Bydgoszczy. Nauczycielem religii w tym gimnazjum pozostał do wybuchu II wojny światowej. Założył w szkole Sodalicję Mariańską i był jej moderatorem.
Dużo czasu poświęcał pracy oświatowej i społecznej. Zorganizował Katolickie Stowarzyszenie Młodzieży Polskiej „Promyk”, urządzał kursy, zjazdy, akademie i zloty. Czynny był w Towarzystwie św. Ignacego, skupiającego polskich reemigrantów z Westfalii oraz w Towarzystwie Czytelni Ludowych. W 1938 r. wojewoda pomorski nadał mu Brązowy Medal za Długoletnią Służbę. 1 lipca 1939 r. magistrat bydgoski powołał go na stanowisko etatowego katechety miejskich szkół średnich w Bydgoszczy.

### Działalność w Solcu Kujawskim
Po najeździe Niemiec hitlerowskich na Polskę, opuścił Bydgoszcz i 30 listopada 1939 r. zamieszkał w Solcu Kujawskim. Pracując jako ogrodnik, półjawnie prowadził działalność duszpasterską. Brał czynny udział w pracy konspiracyjnej bydgoskiego inspektoratu Armii Krajowej.
26 stycznia 1945 r. został przewodniczącym Tymczasowego Komitetu miasta Solca Kujawskiego. Od lutego 1945 r. do kwietnia 1946 r. był członkiem Miejskiej Rady Narodowej w Solcu Kujawskim i jej pierwszym przewodniczącym.
Zorganizował również pierwsze soleckie gimnazjum i był jego pierwszym dyrektorem.

### Proboszcz parafii farnej w Bydgoszczy
W październiku 1946 r. powrócił do Bydgoszczy, ustanowiony administratorem kościoła farnego. Z pietyzmem odrestaurował ten kościół oraz kościół Klarysek. Dążył do przywrócenia i rozszerzenia kultu Matki Boskiej Bydgoskiej. Wizerunek ten został uroczyście ukoronowany 29 maja 1966 r. przez ks. kard. Stefana Wyszyńskiego, Prymasa Polski przy współudziale ówczesnego metropolity krakowskiego, ks. kard. Karola Wojtyły, późniejszego papieża Jana Pawła II. Ks. Hanelt był już wówczas w stanie spoczynku. Władze kościelne mianowały go radcą duchownym ad honores, a w 1961 r. kanonikiem honorowym kruszwickiej Kapituły Kolegiackiej.
Zmarł 18 grudnia 1971 r. w Bydgoszczy. Pochowano go na bydgoskim cmentarzu Nowofamym. Został odznaczony Srebrnym Krzyżem Zasługi i Medalem Niepodległości.